# David Proval
David Aaron Proval (n. 20 mai 1942, New York City, New York, SUA) este un actor și pugilist american. Acesta este cunoscut pentru următoarele roluri: Tony DeVienazo în Crimele din Mica Italie (1973), Snooze în Închisoarea îngerilor (1994), Siegfried în Patru camere⁠(d) (1995) și Richie Aprile în serialul de televiziune Clanul Soprano (1999–2007).

## Biografie
Proval s-a născut în Brooklyn, New York, într-o familie de evrei; este fiul Clarei Katz, o actriță din București, România. A apărut în filme precum Crimele din Mica Italie, Închisoarea îngerilor, The Phantom⁠(d), Mob Queen⁠(d), Patru camere, UHF⁠(d), Innocent Blood⁠(d), The Siege⁠(d), The Monster Squad, Bookies⁠(d) și Balls of Fury⁠(d). De asemenea, a avut roluri în seriale precum Picket Fences⁠(d), Boomtown⁠(d), Dragul de Raymond, Kojak, The Equalizer⁠(d), Miami Vice, Friday the 13th: The Series⁠(d) și Viața la Casa Albă.

## Filmografie

### Filme
| An   | Titlu                                   | Rol                     | Note                           |
| ---- | --------------------------------------- | ----------------------- | ------------------------------ |
| 1973 | Mean Streets                            | Tony                    |                                |
| 1973 | Cinderella Liberty                      | Sailor 1                |                                |
| 1975 | Rafferty and the Gold Dust Twins        | The Incessant Talker    |                                |
| 1976 | Harry and Walter Go to New York         | Ben                     |                                |
| 1977 | Wizards                                 | Peace                   | Voce                           |
| 1978 | Nunzio                                  | Nunzio                  |                                |
| 1981 | Night City Angels                       | Marty                   |                                |
| 1982 | Hey Good Lookin'                        | Crazy Shapiro           |                                |
| 1983 | The Star Chamber                        | Officer Nelson          |                                |
| 1987 | The Monster Squad                       | Pilot                   |                                |
| 1988 | Vice Versa                              | Turk/Lillian Brookmeyer |                                |
| 1988 | Shakedown                               | Larry                   |                                |
| 1989 | UHF                                     | Head Thug               |                                |
| 1991 | The Walter Ego                          | Phil Reardon            | scurtmetraj                    |
| 1992 | Innocent Blood                          | Lennie                  |                                |
| 1993 | Romeo is Bleeding                       | Scully                  |                                |
| 1993 | Strike a Pose                           | McTeague                |                                |
| 1994 | Being Human                             | George                  |                                |
| 1994 | The Shawshank Redemption                | Snooze                  |                                |
| 1995 | The Brady Bunch Movie                   | Electrician             |                                |
| 1995 | Four Rooms                              | Sigfried                | Segmentul The Wrong Man        |
| 1995 | To the Limit                            | Joey Bambino            |                                |
| 1995 | The Courtyard                           | Dog Man                 |                                |
| 1996 | The Phantom                             | Charlie Zephro          |                                |
| 1996 | Skyscraper                              | Security Guard          | nemenționat, Direct-to-video   |
| 1997 | The Relic                               | Guard Johnson           |                                |
| 1997 | Dumb Luck in Vegas                      | Frank                   |                                |
| 1998 | Mob Queen                               | George Gianfranco       |                                |
| 1998 | The Siege                               | Danny Sussman           |                                |
| 2000 | Newsbreak                               | Jacob Johnson           |                                |
| 2001 | Zigs (aka Double Down)                  | Mike's Dad              | Direct-to-video                |
| 2001 | The Hollywood Sign                      | Charlie                 |                                |
| 2002 | 13 Moons                                | Mo Potter               |                                |
| 2002 | White Boy                               | Jim Lovero              |                                |
| 2003 | Bookies                                 | Larry                   |                                |
| 2004 | Just Desserts                           | Uncle Fabrizio          |                                |
| 2005 | Miss Congeniality 2: Armed and Fabulous | Mr. Grant               | nemenționat                    |
| 2005 | The Circle                              | Dad                     |                                |
| 2005 | Angels with Angles                      | Howie Gold              |                                |
| 2006 | Hollywood Dreams                        | Caesar DiNatale         |                                |
| 2006 | Smokin' Aces                            | Victor Padiche          |                                |
| 2007 | The Unknown Trilogy                     | Lucky Smith             | Segmentul Frankie the Squirrel |
| 2007 | Balls of Fury                           | Mob Boss                |                                |
| 2008 | Stiletto                                | Mohammed                |                                |
| 2008 | Phantom Punch                           | Savino                  |                                |
| 2009 | Irene in Time                           | Norm Florentino         |                                |
| 2009 | The Deported                            | Chabuyo                 |                                |
| 2010 | Pete Smalls Is Dead                     | Nimmo                   |                                |
| 2010 | Queen of the Lot                        | Caesar                  |                                |
| 2011 | Adventures of Serial Buddies            | Big Chicken             |                                |
| 2012 | Just 45 Minutes from Broadway           | Larry Cooper            |                                |
| 2012 | Silent But Deadly                       | Giovanni                |                                |
| 2012 | Jerry and Tom                           | Sal                     | scurtmetraj                    |
| 2013 | Last Curtain Call                       | Henry                   |                                |
| 2014 | The M Word                              | Sam Sachs               | nemenționat                    |
| 2015 | Sharkskin                               | Uncle Charlie           |                                |
| 2015 | Ovation                                 | Caesar                  |                                |
| 2016 | The Brooklyn Banker                     | Manny                   |                                |
| 2017 | High and Outside                        | Don                     |                                |
| 2017 | Wayward Pilgrim                         | Uncle Charlie           |                                |
| 2017 | Dakota                                  | Bob Herbert             |                                |
| 2017 | Rusty                                   | Uncle Charlie           |                                |
| 2017 | Lost Angelas                            | Vince Rose              |                                |
| 2018 | Papa                                    | David Dresner           |                                |
| 2018 | Cabaret Maxime                          | Mr. Gus                 |                                |
| 2019 | Rusty                                   | Uncle Charlie           |                                |
| 2019 | Lost Angelas                            | Vince Rose              |                                |
| 2019 | Five Families                           | Benny                   | scurtmetraj                    |
| 2021 | Flinch                                  | Lee Vaughn              |                                |

### Televiziune
| An        | Titlu                                     | Rol                        | Note                                           |
| --------- | ----------------------------------------- | -------------------------- | ---------------------------------------------- |
| 1973      | Kojak                                     | Calvelli                   | Episodul: "Siege of Terror"                    |
| 1975      | Foster and Laurie                         | Ianucci                    | Filme de televiziune                           |
| 1976      | Police Story                              | Cecil Gaines               | Episodul: "Bought and Paid For"                |
| 1976      | Monster Squad                             | Plunder                    | Episodul: "No Face"                            |
| 1977      | Nowhere to Hide                           | Rick                       | Filme de televiziune                           |
| 1983      | Knight Rider                              | Robber with Gold Watch     | nemenționat, Episodul: "Silent Knight"         |
| 1984      | Cagney & Lacey                            | Felix Parinchinko          | Episodul: "Taxicab Murders"                    |
| 1985      | The Equalizer                             | Goldman                    | Episod pilot                                   |
| 1985      | Miami Vice                                | I.A. Detective Louie Gallo | Episodul: "The Dutch Oven"                     |
| 1985      | Fame                                      | Hunk Pepitone / Doran      | 2 episoade: "White Light" & "Dreams"           |
| 1986      | Courage                                   | Angelo Cervi               | Filme de televiziune                           |
| 1988–1989 | Friday's Curse                            | Eric / Victor Haas         | 2 episoade: "13 O'Clock" & "Badge of Honor"    |
| 1989      | Perfect Witness                           | Luca                       | Filme de televiziune                           |
| 1990      | L.A. Law                                  | William Mayer              | nemenționat, Episodul: "On Your Honor"         |
| 1990      | The Marshall Chronicles                   | Mr. Gelormino              | Episodul: "My Cheatin' Heart"                  |
| 1991      | Quantum Leap                              | Dr. Masters                | Episodul: "Shock Theater - October 3, 1954"    |
| 1991      | Palace Guard                              | Belarosa                   | Episodul: The Three-Minute Egg                 |
| 1992–1995 | Picket Fences                             | Frank the Potato Man       | 3 episoade                                     |
| 1995      | The Marshal                               | Marvin Kendall             | Episodul: "The Heartbreak Kid"                 |
| 1996      | The Rockford Files: Friends and Foul Play | Joseph Happy Cartello      | Filme de televiziune                           |
| 1996      | L.A. Firefighters                         | n/a                        | Episodul: "So What Else Happened"              |
| 1996      | Rolling Thunder                           | n/a                        | Filme de televiziune                           |
| 1997      | The Pretender                             | Carl Will                  | Episodul: "Prison Story"                       |
| 1998      | Felicity                                  | Mr. Kinney                 | Episodul: "Hot Objects"                        |
| 1998      | Brimstone                                 | Harry                      | Episodul: "Repentance"                         |
| 2000–2001 | Everybody Loves Raymond                   | Marco Fogagnola / Signore  | 6 episoade                                     |
| 2000      | The West Wing                             | Rabbi Glassman             | Episodul: "Take This Sabbath Day"              |
| 2000–2004 | The Sopranos                              | Richie Aprile              | 10 episoade                                    |
| 2001      | The Fighting Fitzgeralds                  | Joe Sambarelli             | Episodul: "The Loud Man"                       |
| 2001      | James Dean                                | Daniel Mann                | Filme de televiziune                           |
| 2001      | Judging Amy                               | Henry Pagano               | Episodul: "The Last Word"                      |
| 2002      | The Division                              | Edgar Lessing              | Episodul: "Long Day's Journey"                 |
| 2002–2003 | Boomtown                                  | Paul Turcotte              | 3 episoade                                     |
| 2003      | A.U.S.A.                                  | Carmine Schiavelli         | Episodul: "Till Death Do Us Part"              |
| 2011      | Workers' Comp                             | Joe                        | Filme de televiziune                           |
| 2004      | Murder Without Conviction                 | James Talley               | Filme de televiziune                           |
| 2016      | Vinyl                                     | Vince Finestra             | 2 episoade: "He in Racist Fire" & "The Racket" |
| 2016      | Aquarius                                  | Danilo Hodiak              | Episodul: "While My Guitar Gently Weeps"       |